# Leopoldo de Bulhões
Leopoldo de Bulhões este un oraș în Goiás (GO), Brazilia.